# Gaetano Pesce

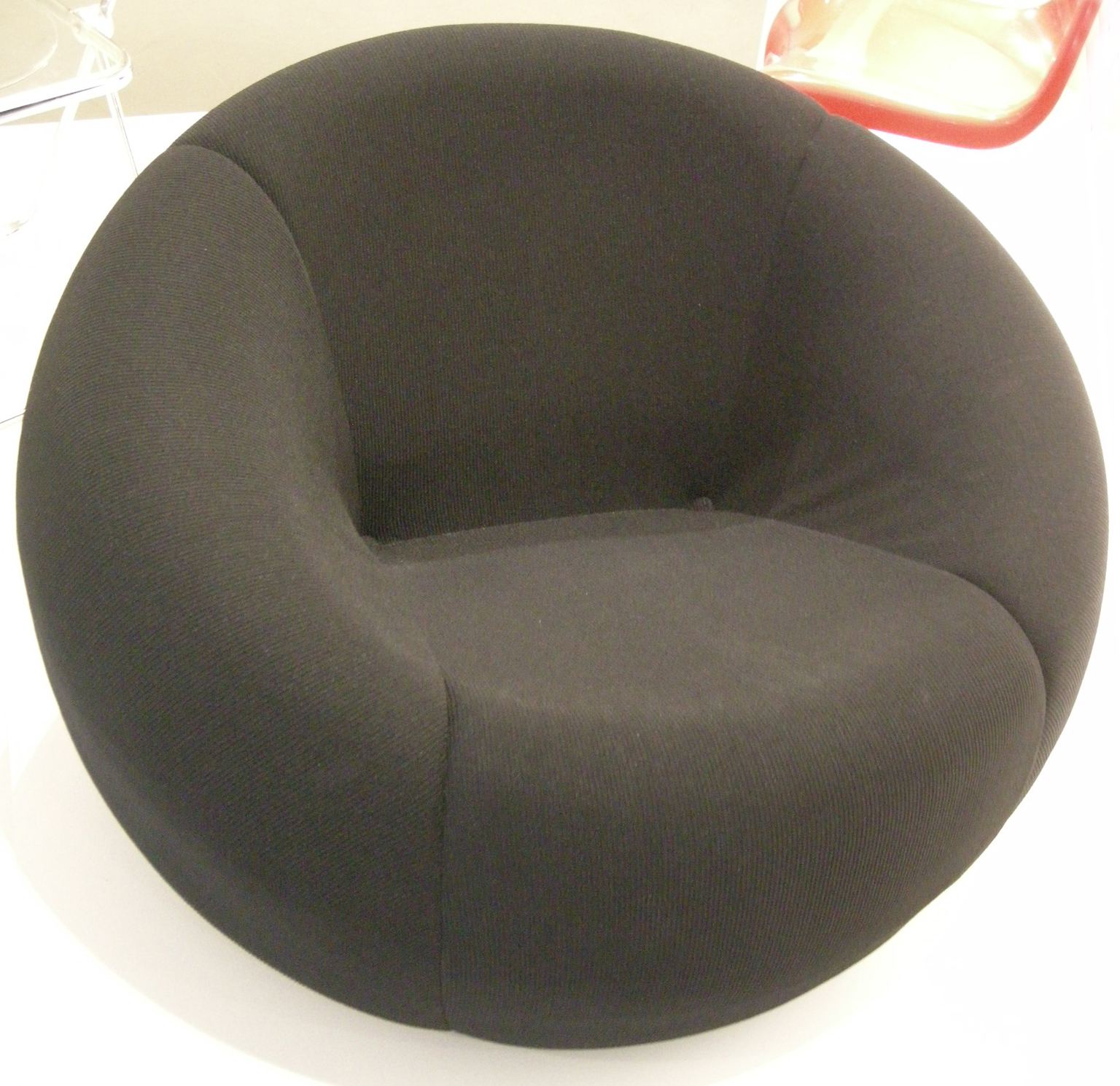
UP1, una delle 7 poltrone della Serie UP realizzata da Pesce nel 1969 per C&B

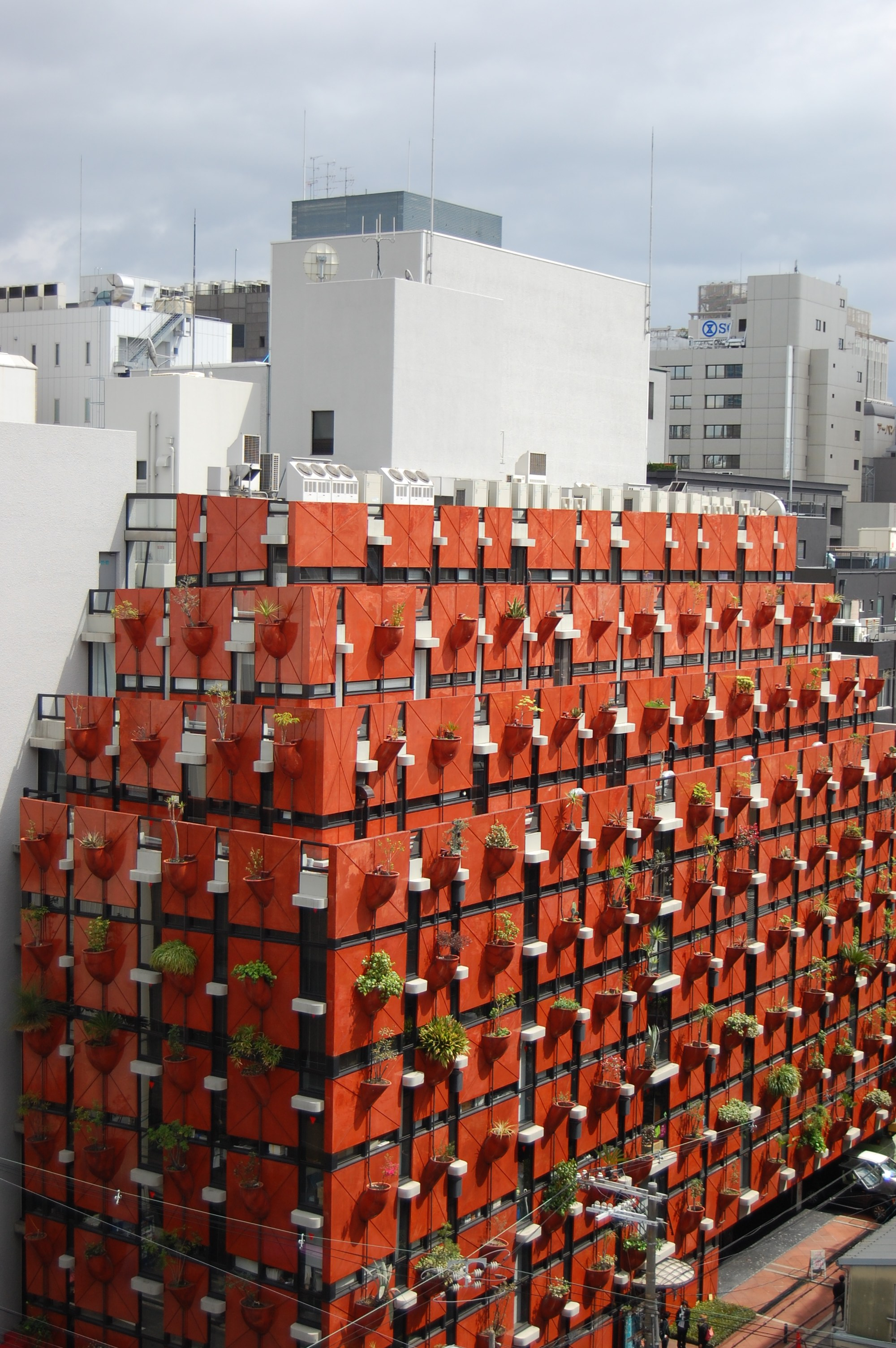
L'Organic Building (1993) a Osaka

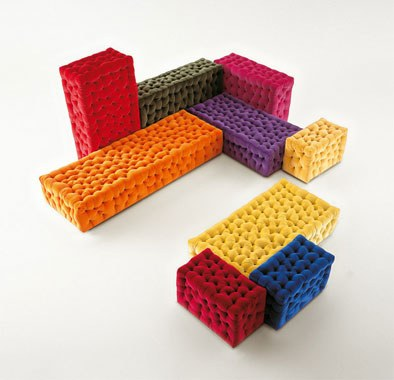
Divano modulabile (2005) per Meritalia, ispirato al tipico pane soffiato milanese

Gaetano Pesce (La Spezia, 8 novembre 1939 – New York, 3 aprile 2024) è stato uno scultore, designer e architetto italiano.

## Biografia
Studiò architettura allo IUAV di Venezia, durante gli stessi anni in cui personalità come Carlo Scarpa e Ernesto Nathan Rogers tennero le loro lezioni. Frequentò poi l'Istituto di disegno industriale di Venezia. 

Nel 1959 entrò a far parte del Gruppo Ennea, sorto a Padova. Assieme a lui vi parteciparono altri 9 artisti, per la maggior parte studenti della facoltà di architettura di Venezia: Tino Bertoldo, Alberto Biasi, Tolo Custoza, Sara Ivanoff, Bruno Limena, Manfredo Massironi, Milla Muffato e Gianfilippo Pecchini. Il gruppo però si sciolse l'anno seguente. Nel 1972 Pesce partecipò alla mostra presso il Museum of Modern Art di New York: Italy: The New Domestic Landscape.
Dal 1983 visse e lavorò a New York; nella Grande mela diede vita alla società Fish Design. Nel 1996 gli fu dedicata una retrospettiva al Centre Georges Pompidou, ma le sue opere furono esposte anche presso altri grandi musei del mondo, tra cui il Museum of Modern Art, il Metropolitan Museum of Art di New York e il Victoria and Albert Museum di Londra.

### Designer
Pesce fu uno dei maggiori esponenti del design italiano, in particolare del design radicale.
Nel 1962 intraprese la carriera di designer collaborando con l'azienda C&B (ora B&B Italia) alla realizzazione della Serie UP, una serie di sette modelli di poltrone in schiuma poliuretanica diventate fin da subito una delle icone del design industriale italiano. La più celebre fu la UP5 ispirata alle forme delle statue votive delle dee della fertilità per dare vita a un vero e proprio manifesto di espressione politica sulla condizione femminile essendo la società della fine degli anni sessanta restia a riconoscere alle donne le loro numerose capacità e relegandole quindi ai margini del panorama politico e sociale. Ben dopo l'anno 2000 Pesce, parlando del concetto di questa sua creazione, sostenne quanto il tema fosse ancora attuale in certi paesi del mondo. Nel 2000 la B&B Italia decise di riproporre in chiave moderna l'intera serie di poltrone.
Nel 2010 creò per Cassina Sessantuna, un'opera composta da sessantuno tavoli formanti, una volta riuniti insieme, la figura del caratteristico stivale, per celebrare i 150 anni dell'Unità d'Italia.

### Scultore
L'attività principale di Gaetano Pesce, oltre che la progettazione, fu la scultura, sebbene l'artista ligure durante la sua carriera più volte unì queste due discipline. Esordì infatti con opere scultoree e si limitò a quest'arte per i primi anni, ma la scultura accompagnò l'artista per tutta la sua carriera. Una delle sue ultime opere infatti fu L'Italia in croce, un'opera provocatoria di critica verso l'attuale situazione del paese. In tale scultura, Pesce appese ad un crocifisso una sagoma sanguinante con la forma della penisola italica. Attraverso il rimando all'iconografia della Crocifissione, l'artista volle così esprimere per l'Italia la speranza di risorgere come Cristo.
Il 10 ottobre 2024, a Napoli, nella piazza antistante il Maschio Angioino, venne eretta la sua opera intitolata Tu sì 'na cosa grande, rappresentazione di un Pulcinella stilizzato. Tale opera, tuttavia, accese animate discussioni tra la comunità napoletana a causa della sua forma fallica.

## Opere principali
Le sue opere di design industriale furono:
- 1969: Up, serie di sette poltrone per B&B Italia
- 1971: Moloch, lampada per BraccioDiFerro (società del gruppo Cassina)
- 1980: Tramonto a New York divano per Cassina
- 1980: Sansone, tavolo per Cassina
- 1980: Dalila I,II e III, sedie per Cassina
- 1987: I Feltri poltrona per Cassina
- 1987: Cannaregio, serie di dieci sedute componibili tra loro per Cassina
- 2005: La Michetta, divano componibile per Meritalia
- 2010: Sessantuna, serie di sessantuno tavoli per celebrare l'Unità d'Italia per Cassina
- 2010: L'Abbraccio, collezione realizzata per Le Fablier in legno e resina con l'intento di evocare il calore e la sensualità di un abbraccio
- 2024: Tu si 'na cosa grande, ultima opera realizzata come tributo a Napoli